# Pet Society
Pet Society é um jogo on-line desenvolvido pela Playfish. Foi eleito como o aplicativo mais popular do Facebook. Os jogadores criam seus personagens, que são animais de estimação, escolhendo gênero, nome, cor e aparência.
Existe uma variedade de atividades em que o usuário pode interagir com seu personagem, como lavar, escovar e alimentar. Existem também modos em que um jogador pode interagir com outros jogadores on-line.

## Recursos
No jogo existem diversos itens que o personagem pode adquirir comprando virtualmente em lojas que são atualizadas semanalmente. A vila do jogo é composta pelos seguintes locais:
- Furniture (móveis) - Esta loja fornece quadros, cadeiras, sofás, camas, estantes, armários e outros itens de mobiliário.

- Food (comida) - Aqui encontra-se frutas típicas, verduras, carnes, bebidas, etc.. Essa loja oferece semanalmente itens especiais, que por vezes refletem feriados ou eventos específicos.

- Luxury (luxo) - Esta loja vende produtos caros para jogadores mais experientes. Contém todo tipo de artigo.

- Stadium (estádio) - Aqui os personagens podem apostar corridas com três participantes valendo 30 moedas como recompensa. É possível correr 10 vezes em um mesmo dia. Há também um modo em que o jogador aposta em um dos três corredores e tem a chance de multiplicar suas moedas.

- Gadget (aparelhos) - Vende itens eletrônicos como TVs, rádios, telefones, relógios e computadores portáteis.

- Mystery (mistério) - A loja vende Mistery Box, que são caixas que contém um item aleatório dentro, além de ovos que contém um brinquedo, roupa ou enfeite de um conjunto específico.

- Café - No Café o jogador pode visitar casas de jogadores aleatórios ou comprar alguns alimentos e louças.

- D.I.Y. (faça você mesmo) - Este é o lugar onde os jogadores podem comprar papéis de parede, pisos, portas, conjuntos de banho, armários e janelas.

- Clothes (roupas) - Aqui os jogadores compram roupas, sapatos, chapéus e acessórios de vestuário.

- Stylist (estilista) - Os jogadores podem mudar o nome, cores e características (por exemplo, olhos, nariz, orelhas e tal) de seu animal de estimação.

- Bank (banco) - Permite que o jogador compre moedas virtuais usando dinheiro real. A transição é feita via Paypal

- Cash Shop (loja de dinheiro real) - Aqui os jogadores podem comprar itens utilizando "Playfish cash", um dinheiro virtual, que pode ser adquirido utilizando um cartão de crédito ou mensagens de texto e pode comprar itens especiais em diversos jogos dessa marca.

- Garden (jardim) - O jogador pode comprar plantas e sementes diferentes para o seu jardim aqui. Existe uma variedade de 3 sementes: produtos hortícolas, flores e árvores. Cada um dos três tipos de sementes podem gerar resultados variados. Também vende aquários, espantalhos, abrigos e plantas.

- Pond (lagoa) - Um lugar onde os jogadores usam qualquer alimento para pescar peixes e vários outros itens. Os peixe pode ser mostrados aos amigos colocando-os em um aquário. Também podem ser reciclados, mas nunca vendidos ou dados de presente. As lojas "Cash" vendem iscas especiais que podem pescar peixes temáticos ou que brilham no escuro.

Existem também ferramentas que são adquiridas no início do jogo e evoluem conforme o nível de experiência do seu personagem aumenta.
No momento, o jogo encontra-se desativado por tempo indeterminado.